# Gracixalus supercornutus
Gracixalus supercornutus är en groddjursart som först beskrevs av Orlov, Ho och Nguyen 2004.  Gracixalus supercornutus ingår i släktet Gracixalus och familjen trädgrodor. IUCN kategoriserar arten globalt som otillräckligt studerad. Inga underarter finns listade i Catalogue of Life.